# Python anchietae
Espèce
Statut de conservation UICN

 LC  : Préoccupation mineure
Statut CITES
Le Python d'Angola, Python anchietae, est une espèce de serpents de la famille des Pythonidae.

## Répartition
Cette espèce se rencontre dans le sud de l'Angola et dans le nord de la Namibie.

## Description

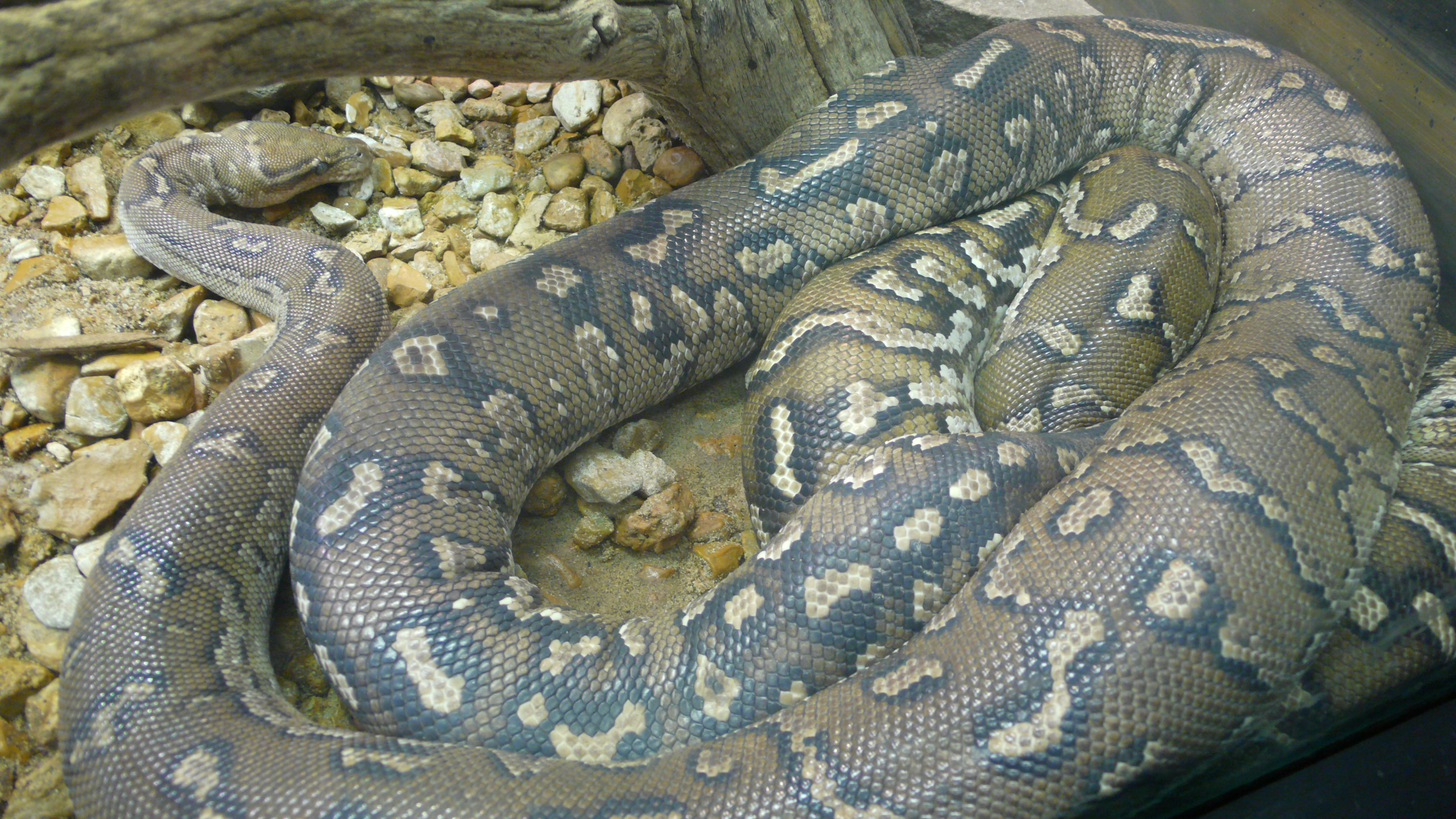

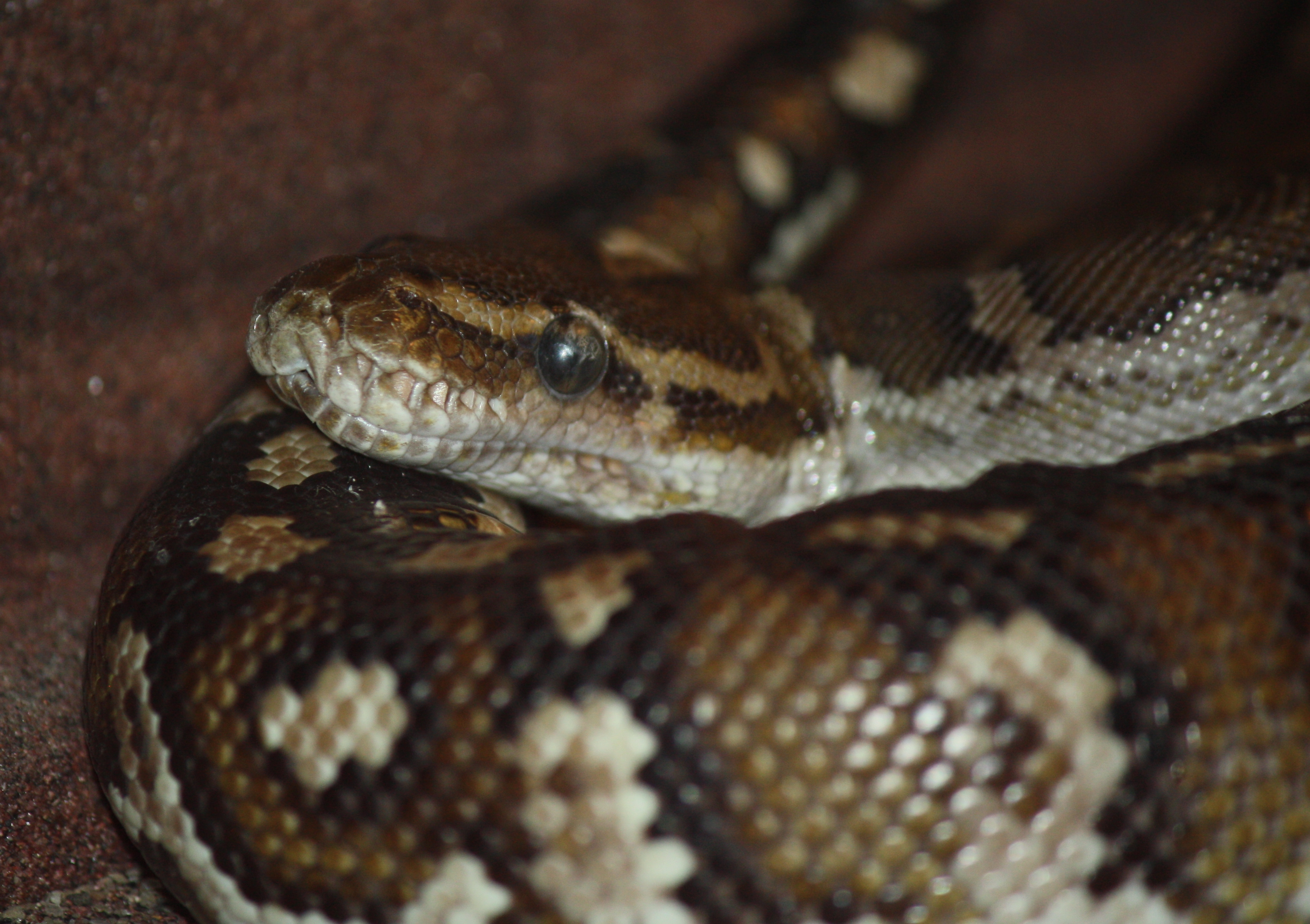

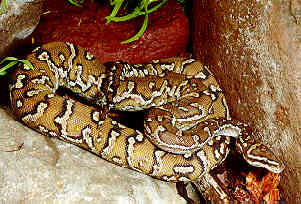

C'est un serpent constricteur qui peut atteindre 180 cm même si sa taille moyenne est de 120 à 150 cm. Il est blanc-beige sur le dessous, et présente des motifs irréguliers gris, crème et brun.
C'est un reptile diurne, qui se nourrit de petits mammifères et oiseaux.
Cette espèce est ovipare et pond 4 à 5 œufs à la fois. Les petits font environ 45 centimètres à la naissance.

## Étymologie
Cette espèce est nommée en l'honneur de José Alberto de Oliveira Anchieta (1832-1897).

## Publication originale
- Bocage, 1887 : Sur un Python nouveau d'Afrique. Jornal de sciencias mathematicas, physicas e naturaes, Lisboa, vol. 12, p. 87-88 (texte intégral).